# Idiomas de Turquía
El idioma oficial de Turquía es el turco y es hablado por la gran mayoría de la población del país. Se escribe con alfabeto latino. En Turquía se habla también el dialecto kurmanchi del kurdo, el zaza, los idiomas caucásicos o circasianos como adigués y kabardino, bosníaco, árabe, armenio y griego. El idioma judeoespañol es hablado por algunos miembros de la comunidad sefardí.
Según el Tratado de Lausana, las lenguas minoritarias oficialmente reconocidas son el armenio, el griego y el hebreo.

## Estadísticas
Ethnologue proporciona una lista de lenguas minoritarias de Turquía algunas de las cuales son habladas por un porcentaje apreciable de la población.
| Lengua materna               | Porcentaje |
| ---------------------------- | ---------- |
| Turco                        | 84,54      |
| Kurdo (kurmanyi)             | 11,97      |
| Árabe                        | 1,38       |
| Zazaki                       | 1,01       |
| Otras lenguas túrquicas      | 0,28       |
| Lenguas balcánicas           | 0,23       |
| Laz                          | 0,12       |
| Circasiano (Adigué)          | 0,11       |
| Armenio                      | 0,07       |
| Lenguas caucásicas           | 0,07       |
| Griego                       | 0,06       |
| Lenguas nórdicas             | 0,04       |
| Lenguas de Europa occidental | 0,02       |
| Lenguas judías               | 0,01       |
| Otros                        | 0,09       |